# Darko Miladin
Darko Miladin (Ragusa, 1º aprile 1979) è un ex calciatore croato, di ruolo difensore.

## Carriera

### Nazionale
Con la nazionale fece la trafila nelle giovanili, partecipò al Mondiale Under-20 1999 e all'Europeo Under-21 2000, in entrambi i tornei fece un gol.
Con la nazionale maggiore giocò solo una partita nel 1999 contro la Corea del Sud.

## Statistiche

### Cronologia presenze e reti in nazionale
| Cronologia completa delle presenze e delle reti in nazionale ― Croazia | Cronologia completa delle presenze e delle reti in nazionale ― Croazia | Cronologia completa delle presenze e delle reti in nazionale ― Croazia | Cronologia completa delle presenze e delle reti in nazionale ― Croazia | Cronologia completa delle presenze e delle reti in nazionale ― Croazia | Cronologia completa delle presenze e delle reti in nazionale ― Croazia | Cronologia completa delle presenze e delle reti in nazionale ― Croazia | Cronologia completa delle presenze e delle reti in nazionale ― Croazia |
| Data                                                                   | Città                                                                  | In casa                                                                | Risultato                                                              | Ospiti                                                                 | Competizione                                                           | Reti                                                                   | Note                                                                   |
| ---------------------------------------------------------------------- | ---------------------------------------------------------------------- | ---------------------------------------------------------------------- | ---------------------------------------------------------------------- | ---------------------------------------------------------------------- | ---------------------------------------------------------------------- | ---------------------------------------------------------------------- | ---------------------------------------------------------------------- |
| 19-6-1999                                                              | Seul                                                                   | Corea del Sud                                                          | 1 – 1                                                                  | Croazia                                                                | Amichevole                                                             | -                                                                      | 66’                                                                    |
| Totale                                                                 |                                                                        | Presenze                                                               | 1                                                                      |                                                                        | Reti                                                                   | 0                                                                      |                                                                        |

| Cronologia completa delle presenze e delle reti in nazionale ― Croazia under 21 | Cronologia completa delle presenze e delle reti in nazionale ― Croazia under 21 | Cronologia completa delle presenze e delle reti in nazionale ― Croazia under 21 | Cronologia completa delle presenze e delle reti in nazionale ― Croazia under 21 | Cronologia completa delle presenze e delle reti in nazionale ― Croazia under 21 | Cronologia completa delle presenze e delle reti in nazionale ― Croazia under 21 | Cronologia completa delle presenze e delle reti in nazionale ― Croazia under 21 | Cronologia completa delle presenze e delle reti in nazionale ― Croazia under 21 |
| Data                                                                            | Città                                                                           | In casa                                                                         | Risultato                                                                       | Ospiti                                                                          | Competizione                                                                    | Reti                                                                            | Note                                                                            |
| ------------------------------------------------------------------------------- | ------------------------------------------------------------------------------- | ------------------------------------------------------------------------------- | ------------------------------------------------------------------------------- | ------------------------------------------------------------------------------- | ------------------------------------------------------------------------------- | ------------------------------------------------------------------------------- | ------------------------------------------------------------------------------- |
| 9-10-1998                                                                       | La Valletta                                                                     | Malta under 21                                                                  | 0 – 3                                                                           | Croazia under 21                                                                | Qual. Europeo Under-21 2000                                                     | -                                                                               |                                                                                 |
| 14-10-1998                                                                      | Sisak                                                                           | Croazia under 21                                                                | 4 – 0                                                                           | Macedonia under 21                                                              | Qual. Europeo Under-21 2000                                                     | -                                                                               | 11’ 86’                                                                         |
| 5-6-1999                                                                        | Kratovo                                                                         | Macedonia under 21                                                              | 0 – 2                                                                           | Croazia under 21                                                                | Qual. Europeo Under-21 2000                                                     | -                                                                               |                                                                                 |
| 17-8-1999                                                                       | Belgrado                                                                        | Jugoslavia under 21                                                             | 2 – 6                                                                           | Croazia under 21                                                                | Qual. Europeo Under-21 2000                                                     | -                                                                               |                                                                                 |
| 21-8-1999                                                                       | Zagabria                                                                        | Croazia under 21                                                                | 1 – 0                                                                           | Malta under 21                                                                  | Qual. Europeo Under-21 2000                                                     | -                                                                               |                                                                                 |
| 3-9-1999                                                                        | Zagabria                                                                        | Croazia under 21                                                                | 5 – 1                                                                           | Irlanda under 21                                                                | Qual. Europeo Under-21 2000                                                     | -                                                                               |                                                                                 |
| 8-10-1999                                                                       | Zagabria                                                                        | Croazia under 21                                                                | 2 – 2                                                                           | Jugoslavia under 21                                                             | Qual. Europeo Under-21 2000                                                     | -                                                                               |                                                                                 |
| 13-11-1999                                                                      | Faro                                                                            | Portogallo under 21                                                             | 2 – 0                                                                           | Croazia under 21                                                                | Qual. Europeo Under-21 2000                                                     | -                                                                               |                                                                                 |
| 17-11-1999                                                                      | Spalato                                                                         | Croazia under 21                                                                | 3 – 0 dts                                                                       | Portogallo under 21                                                             | Qual. Europeo Under-21 2000                                                     | -                                                                               | 35’                                                                             |
| 28-3-2000                                                                       | Varaždin                                                                        | Croazia under 21                                                                | 2 – 0                                                                           | Germania under 21                                                               | Amichevole                                                                      | -                                                                               | 63’                                                                             |
| 27-5-2000                                                                       | Trnava                                                                          | Croazia under 21                                                                | 1 – 2                                                                           | Paesi Bassi under 21                                                            | Europeo Under-21 2000 - 1º turno                                                | 1                                                                               | 54’                                                                             |
| 1-9-2000                                                                        | Charleroi                                                                       | Belgio under 21                                                                 | 2 – 1                                                                           | Croazia under 21                                                                | Qual. Europeo Under-21 2002                                                     | -                                                                               |                                                                                 |
| 10-10-2000                                                                      | Koprivnica                                                                      | Croazia under 21                                                                | 3 – 1                                                                           | Scozia under 21                                                                 | Qual. Europeo Under-21 2002                                                     | -                                                                               |                                                                                 |
| 23-3-2001                                                                       | Vinkovci                                                                        | Croazia under 21                                                                | 0 – 0                                                                           | Lettonia under 21                                                               | Qual. Europeo Under-21 2002                                                     | -                                                                               |                                                                                 |
| 5-6-2001                                                                        | Riga                                                                            | Lettonia under 21                                                               | 1 – 1                                                                           | Croazia under 21                                                                | Qual. Europeo Under-21 2002                                                     | -                                                                               |                                                                                 |
| Totale                                                                          |                                                                                 | Presenze                                                                        | 15                                                                              |                                                                                 | Reti                                                                            | 1                                                                               |                                                                                 |

## Palmarès

### Club

#### Competizioni nazionali
- Campionato croato: 3

Hajduk Spalato: 2000-2001, 2003-2004, 2004-2005
- Coppa di Croazia: 2

Hajduk Spalato: 1999-2000, 2002-2003